# 黃色計程車披薩

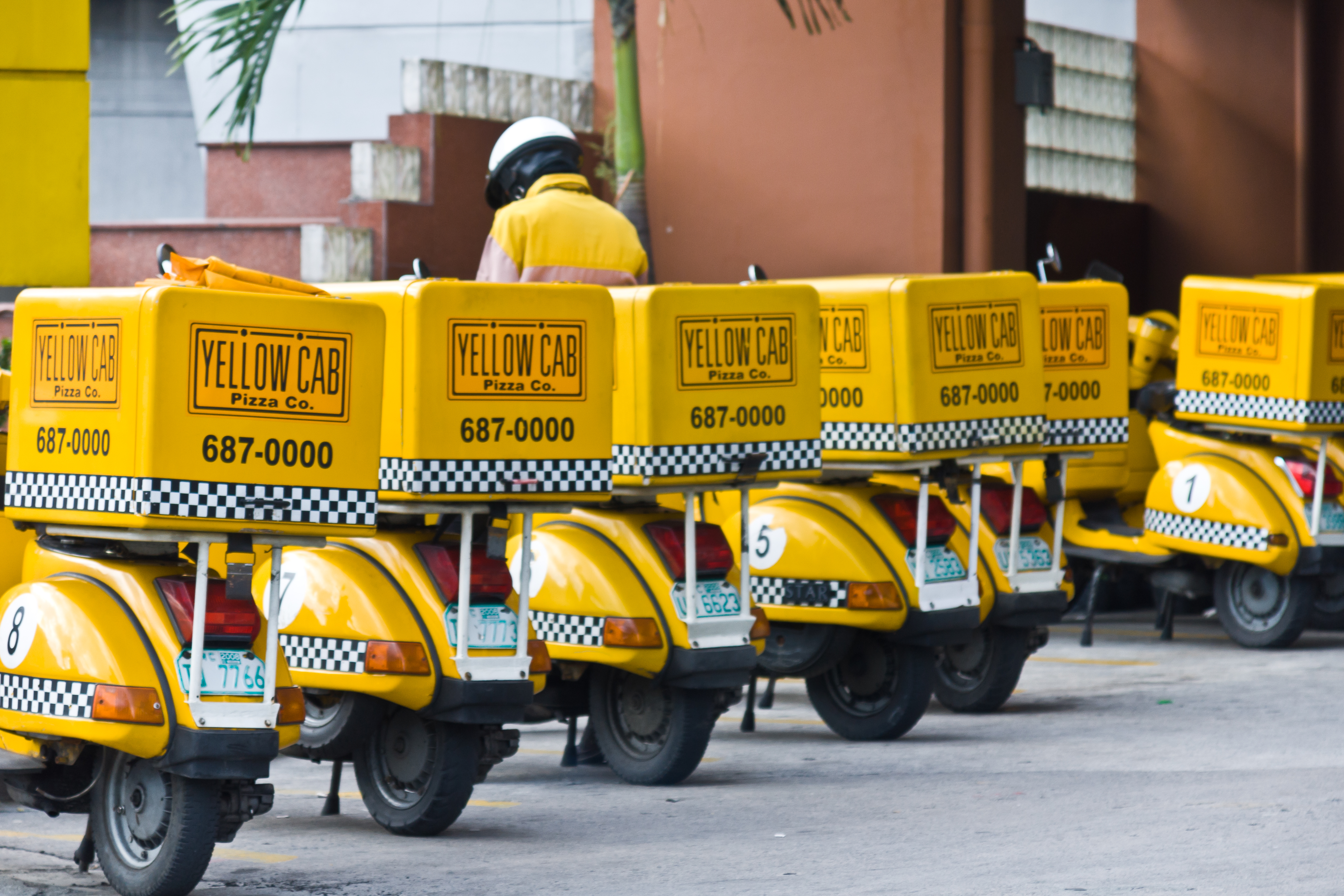
黃色計程車披薩的外送車

黃色計程車披薩（英語：Yellow Cab Pizza）是菲律賓一家主要以販售披薩的連鎖店，2001年由埃里克·普諾、亨利·李和阿爾伯特·譚成立。

## 擴展分店
2017年8月11日，黃色計程車披薩透過員工努力和董事長承諾下，在斯里巴加萬港開設分店。